# Jan Kiljańczyk
Jan Kiljańczyk, także Kiliańczyk, ps. „Janek” (ur. 10 grudnia 1919 w Zatorach, zm. 23 marca 1985) – polski działacz partyjny, podsekretarz stanu w Ministerstwie Handlu Wewnętrznego (1953–1957), ambasador na Węgrzech (1964–1969). 

## Życiorys
Syn Zofii i Franciszka. W latach 1929–1930 działał w Czerwonym Harcerstwie. Od 1936 do 1939 był praktykantem i elektromonterem w Biurze Instalacyjnym w Warszawie. W latach 1937–1938 należał do Komunistycznego Związku Młodzieży Polski. W czasie II wojny światowej pracował w Fabryce Namiastek Spożywczych w Warszawie (1940) oraz w Polskim Monopolu Spirytusowym w Warszawie (1941–1945).
W marcu 1945 wstąpił do Polskiej Partii Robotniczej (PPR), a 15 grudnia 1948 do Polskiej Zjednoczonej Partii Robotniczej (PZPR). W ramach struktur partyjnych był instruktorem Wydziału Ekonomicznego Komitetu Centralnego PPR (1945–1948), a następnie KC PZPR (1948–1949) oraz zastępcą kierownika Wydziału Handlu KC PZPR (sierpień 1951–listopad 1952). W latach 1949–1951 był słuchaczem Szkoły Partyjnej przy KC PZPR. Od stycznia 1953 do grudnia 1957 pełnił funkcję podsekretarza stanu w Ministerstwie Handlu Wewnętrznego. W latach 1957–1964 był wiceprezesem CRS Samopomoc Chłopska w Warszawie. W 1964 objął stanowisko ambasadora na Węgrzech, które pełnił do 1969.
W 1946 został odznaczony Brązowym Krzyżem Zasługi. W 1959 otrzymał Odznakę „Zasłużony Działacz Ruchu Spółdzielczego” (1959).
Pochowany na Cmentarzu Komunalnym Północnym w Warszawie.